# 亞納大削二世
教宗達西二世（拉丁語：Anastasius PP. II；？—498年11月19日），於496年11月24日至498年11月19日在位為教宗。

## 譯名列表
- 见教宗亚纳大削一世